# Emile Allewaert
Emile Joseph Allewaert, né le 23 janvier 1879 à Izegem et y décédé le 25 juillet 1966 fut un homme politique belge du parti catholique.
Allewaert était imprimeur de profession. Il s'affilia aux activités syndicales et de promotion sociale du Mouvement des ouvriers chrétiens.
Il fut élu conseiller communal (1921-58), échevin (1926-45) et bourgmestre (1945-58) d'Izegem.
Au niveau national, il fut sénateur provincial de la province de Flandre-Occidentale (1921-25), membre de la Chambre (1925-46) et enfin sénateur élu par l'arrondissement de Roulers-Tielt (1946-58).
Les archives d'Allewaert ont été déposées au KADOC à Louvain.

## Sources
- Bio sur ODIS
- Paul Van Molle, Le Parlement Belge, 1894-1972, Anvers, 1972

1. ↑  « http://www.archiefbank.be/dlnk/AE_2192 »